# Affaire du casino d'Annemasse
L'affaire du casino d'Annemasse est une affaire de financement illégal impliquant le RPF de Charles Pasqua. Ce dernier est accusé d'avoir bénéficié en 1999 de 7,5 millions de francs (1,143 million d'euros) issus des plus-values de la vente du casino d'Annemasse en 1995.
Charles Pasqua est poursuivi dans cette affaire pour le financement illégal de sa campagne aux élections européennes de 1999. Il a été mis en examen pour abus de confiance et faux. En tant qu'ancien ministre, il fait l'objet d'une procédure pour corruption passive devant la Cour de justice de la République (CJR).

## L'affaire
Le projet d'ouverture d'un casino à Annemasse est longtemps resté bloqué entre des avis négatifs de la Commission supérieure des jeux et des refus ministériels. En 1994, le ministre de l'Intérieur Charles Pasqua accorde à Robert Feliciaggi l'exploitation du casino d'Annemasse, contre l'avis des autorités administratives et policières.
En 1985, des investisseurs, comme Toussaint Luciani ou Robert Azoulay, engagent des discussions avec le maire Robert Borrel. En 1987, le conseil municipal donne un avis favorable. En novembre 1991, Robert Feliciaggi et un second groupe d'investisseurs présentent un dossier à la Commission supérieure des jeux, qui émet un avis négatif ainsi que Philippe Marchand, ministre de l'Intérieur. En septembre 1992, la Commission supérieure des jeux (CSJ) refuse une deuxième fois, suivie par le ministre Paul Quilès. Les deux fois, la CSJ argue du nombre important de casinos en Savoie. De plus, la sous-direction des courses et des jeux des Renseignements généraux (RG) et la Direction des libertés publiques et des affaires juridiques (DLPA) du ministère de l'Intérieur émettent des réserves sur Robert Feliciaggi et son associé Michel Tomi, condamné en 1976 dans une affaire de détournement de fonds aux dépens du casino de Bandol, dans le Var.
Le 30 mars 1993, Charles Pasqua devient ministre de l'Intérieur. En juillet 1993, Robert Feliciaggi et ses associés déposent un autre dossier pour l'exploitation du casino de Grasse, pour lequel la Commission des jeux émet également un avis négatif, pour les mêmes raisons.
Le 27 janvier 1994, pour une troisième demande d'autorisation, les RG défendent le projet de Robert Feliciaggi à Annemasse et accordent un avis favorable. La DLPA reste opposée. En mars 1994 parait un nouveau rapport favorable des RG : «Les doutes exprimés par le passé s'avèrent infondés (…). Aujourd'hui, rien ne permet de douter de l'honorabilité » de Robert Feliciaggi et Michel Tomi. Cependant, la DLPA et la Commission supérieure des jeux à une quasi-unanimité maintiennent leur refus, inquiété par l'origine géographique des fonds. Le 20 avril 1994, malgré la défiance de ses services, le ministre Charles Pasqua autorise l'exploitation du casino d'Annemasse par Robert Feliciaggi.
En juin 1994, Robert Feliciaggi commence la revente et contacte Jean-Claude Aaron, exploitant d'établissement de jeux. En mars 1995, le Casino d'Annemasse est revendu, muni de son autorisation, trois jours après une menace de la DLPA de retirer l'autorisation. Selon Robert Borrel, le maire d'Annemasse, Robert Feliciaggi a « revendu l'autorisation d'exploitation ». Robert Feliciaggi réalise ainsi une plus-value de 100 millions de francs (soit 15 millions d'euros).
Quelques années après, Charles Pasqua aurait récupéré une avance de 7,5 millions de francs (1,1 million d'euros) pour financer la campagne européenne du RPF, via Marthe Mondolini, dirigeante du PMU du Gabon (PMUG) . C'est l'affaire du casino d'Annemasse,.

## Protagonistes
- Marthe Mondolini est mise en examen pour « recel de corruption active » et de « complicité de financement illégal de campagne électorale »[6].
- Le père de Marthe Mondolini, Michel Tomi, est mis en examen pour « corruption active », « financement illégal de campagne électorale » et « faux »[6].
- Edgard Vincensini et Daniel Romo sont mis en examen pour « faux »[6].
- L'action publique contre Robert Feliciaggi est éteinte à la suite de son assassinat de deux balles dans la tête, sur le parking de l'aéroport d'Ajaccio, alors qu'il rentrait de Paris[7].

## Instruction
L'instruction est menée par le juge Philippe Courroye de 2001 à 2006.

## Procès en première instance
Le procès en première instance de l'affaire du financement de la campagne européenne du RPF de 1999 s'ouvre à Paris le 5 novembre 2007.
Le 12 novembre 2007, Michel Tomi admet à l’audience qu’une partie de la vente du casino d’Annemasse en 1995 avait bien servi à financer la campagne de Charles Pasqua et Philippe de Villiers. Les fonds prêtés par Robert Feliciaggi au RPF auraient bien été une contrepartie de l’autorisation d’exploitation accordée par le ministre Charles Pasqua. Ces fonds ne provenaient pas de la cession d’actions d’une société gabonaise de Paris, la Cogelo, mais de « sa part sur la vente du casino d’Annemasse ». Marthe Mondoloni, gérante du PMU gabonais, a joué le rôle d’intermédiaire à deux reprises. Cependant, Michel Tomi refuse de reconnaître que ce versement constitue un « pacte de corruption ».
Selon le réquisitoire du procureur Philippe Combettes, le financement illégal du RPF fut bien fondé sur « un pacte de corruption » lié à l'autorisation d'exploitation du casino d'Annemasse. Le procureur a fait état des « conditions anormales » d'autorisation du casino, contre l'avis de l'administration. Le pacte corruptif aurait pour contrepartie « la promesse d'un soutien aux activités politiques futures » de Charles Pasqua. Dix-huit mois de prison avec sursis sont requis contre lui. Le procureur requiert également quatre ans de prison ferme et 150 000 euros d'amende contre Michel Tomi. Il sera condamné à quatre ans de prison dont deux avec sursis et 150 000 euros d’amende tandis que sa fille Marthe Mondoloni écopera de douze mois avec sursis et 150 000 euros d’amende.  Deux relaxes sont également requises pour d'autres prévenus.
Dans cette affaire, Charles Pasqua est condamné le 26 novembre 2007 par le tribunal correctionnel de Paris à 18 mois de prison avec sursis, peine confirmée en appel en mars 2008,.
Le pourvoi en cassation de Charles Pasqua étant rejeté le 8 avril 2010, il est définitivement condamné à 18 mois de prison avec sursis pour « faux, financement illégal de campagne et abus de confiance ».

## Cour de justice de la République (CJR)
Charles Pasqua doit répondre de ces faits, en avril 2010, devant la Cour de justice de la République (CJR), créée pour juger les faits délictueux commis par un ministre dans l'exercice de ses fonctions. L'ancien ministre de l'Intérieur est relaxé des accusations de « corruption passive par une personne dépositaire de l'autorité publique ».